# Lista över insjöar i Götene kommun
Detta är en lista över sjöar i Götene kommun baserad på sjöns utloppskoordinat. Om någon sjö saknas, kontrollera grannkommunens lista eller kategorin Insjöar i Götene kommun.

## Lista
| Namn                 | Koordinat                                     | Sjöid         | VYID | Yta (km²) | Strandlinje (km) | Höjd (m) | Maxdjup (m) | Volym (m³) | HARO   | Natura 2000 |
| -------------------- | --------------------------------------------- | ------------- | ---- | --------- | ---------------- | -------- | ----------- | ---------- | ------ | ----------- |
| Dagbrottet           | 58°33′16″N 13°24′45″Ö / 58.55453°N 13.41258°Ö | 649490-136073 |      |           |                  |          |             |            | 108000 | Kinnekulle  |
| Dalaholmssjön        | 58°28′09″N 13°27′19″Ö / 58.46928°N 13.45523°Ö | 648532-136288 |      |           |                  |          |             |            | 108000 |             |
| Erikstorpasjön       | 58°27′46″N 13°32′03″Ö / 58.46271°N 13.53417°Ö | 648443-136746 |      |           |                  |          |             |            | 108000 |             |
| Holmestads Kvarndamm | 58°32′35″N 13°36′31″Ö / 58.54303°N 13.6085°Ö  | 649323-137209 |      |           |                  |          |             |            | 108000 |             |
| Hällefly             | 58°30′37″N 13°35′31″Ö / 58.51033°N 13.59184°Ö | 648962-137100 |      |           |                  |          |             |            | 108000 |             |
| Koflysjön            | 58°30′48″N 13°37′39″Ö / 58.51345°N 13.62751°Ö | 648990-137309 |      |           |                  |          |             |            | 108000 |             |
| Krokasjön            | 58°27′24″N 13°25′44″Ö / 58.45676°N 13.42899°Ö | 648398-136130 |      |           |                  |          |             |            | 108000 |             |
| Kullsjön             | 58°28′27″N 13°33′55″Ö / 58.4743°N 13.56531°Ö  | 648566-136932 |      |           |                  |          |             |            | 108000 |             |
| Kvarnsjön            | 58°30′34″N 13°36′05″Ö / 58.50941°N 13.60134°Ö | 648950-137155 |      |           |                  |          |             |            | 108000 |             |
| Kvarntorpatjärnarna  | 58°38′04″N 13°35′33″Ö / 58.63454°N 13.59259°Ö | 650345-137150 |      |           |                  |          |             |            | 108000 |             |